# Северноамерички аутомобил године
Северноамерички аутомобил године (енгл. North American Car of the Year) је аутомобилска награда која се додељује од 1994. године, од стране жирија који броји не више од 60 новинара из Канаде и Сједињених Америчких Држава. Награда се додељује у три категорије, за аутомобил, СУВ и за камионет, односно за пикап возило.
Награда се додељује на основу неколико фактора, а то су иновације, дизајн, безбедности, возне карактеристике и вредност изражена у доларима. Аутомобили, СУВ и камионети се могу бирати између различитих категорија возила, а да би ушли у изабор за награду, морају бити потпуно нови или значајно измењени.
Званични резултат и победници се саопштава на конференцији за новинаре сваког јануара на салону аутомобила у Детроиту.

## Победници

### Награде од 2017. до данас
Од 2017. године уведена је и награда за најбољи СУВ.
| Година | Аутомобил године      | СУВ године             | Камионет године     |
| ------ | --------------------- | ---------------------- | ------------------- |
| 2021   | Хјундаи елантра VII   | Форд мустанг мак-е     | Форд Ф-15           |
| 2020   | Шевролет корвета (Ц8) | Кија телурајд          | Џип гладијатор (ЈТ) |
| 2019   | Џенезис Г70           | Хјундаи кона           | Рам 1500            |
| 2018   | Хонда акорд           | Волво XC60             | Линколн навигатор   |
| 2017   | Шевролет болт         | Крајслер пасифика (РУ) | Хонда риџелајн      |

### Награде од 1994. до 2016. године
| Година | Аутомобил године          | Камионет године         |
| ------ | ------------------------- | ----------------------- |
| 2016   | Хонда сивик               | Волво XC90              |
| 2015   | Фолксваген голф 7         | Форд Ф-150              |
| 2014   | Шевролет корвета (Ц7)     | Шевролет силверадо      |
| 2013   | Кадилак ATS               | Доџ рам                 |
| 2012   | Хјундаи елантра V         | Ранџ Ровер евок         |
| 2011   | Шевролет волт             | Форд експлорер          |
| 2010   | Форд фјужн хибрид         | Форд транзит конект     |
| 2009   | Хјундаи џенезис           | Форд Ф-150              |
| 2008   | Шевролет малибу           | Мазда CX-9              |
| 2007   | Сатурн аура               | Шевролет силверадо      |
| 2006   | Хонда сивик               | Хонда риџелајн          |
| 2005   | Крајслер 300/300C         | Форд ескејп хибрид      |
| 2004   | Тојота пријус             | Форд Ф-150              |
| 2003   | Мини купер                | Волво XC90              |
| 2002   | Нисан алтима              | Шевролет трејлблејзер   |
| 2001   | Крајслер пт крузер        | Акјура MDX              |
| 2000   | Форд фокус 1              | Нисан екстера           |
| 1999   | Фолксваген нова буба      | Џип гранд чироки        |
| 1998   | Шевролет корвета          | Мерцедес-Бенц М-класа 1 |
| 1997   | Мерцедес-Бенц СЛК-класа 1 | Форд експедишн          |
| 1996   | Крајслер таун и каунтри   | Форд Ф-150              |
| 1995   | Крајслер сирус            | Шевролет блејзер        |
| 1994   | Мерцедес-Бенц Ц-класа 1   | Доџ рам                 |